# Spiritual Healing
Spiritual Healing är det amerikanska death metal-bandet Deaths tredje studioalbum, släppt den 16 februari 1990. Albumet gavs ut av Combat Records och producerades av bandet själva tillsammans med Scott Burns. Liksom på bandets två första album är det konstnären Ed Repka som målat och designat omslaget. Repka har även designat album åt band som Megadeth, Nuclear Assault och Venom. Detta blev det sista album han designade åt Death. 
Spiritual Healing innehåller längre låtar och fler progressiva element än de tidigare skivorna. Titellåten "Spiritual Healing" har i mitten ett keyboard-parti som låter som en kyrkorgel, framfört av Eric Greif. Jämfört med de tidigare albumen berör texterna mer sociala och politiska frågeställningar, till exempel frågor om medborgargarden, abort och mänsklig kloning.

## Låtförteckning
All sångtext är skriven av Chuck Schuldiner. 
| Nr           | Titel                   | Längd |
| ------------ | ----------------------- | ----- |
| 1.           | Living Monstrosity      | 5:08  |
| 2.           | Altering the Future     | 5:34  |
| 3.           | Defensive Personalities | 4:46  |
| 4.           | Within the Mind         | 5:34  |
| 5.           | Spiritual Healing       | 7:44  |
| 6.           | Low Life                | 5:23  |
| 7.           | Genetic Reconstruction  | 4:52  |
| 8.           | Killing Spree           | 4:16  |
| Total längd: | Total längd:            | 43:17 |

## Medverkande
Musiker (Death-medlemmar)
- Chuck Schuldiner – gitarr, sång
- James Murphy – gitarr
- Terry Butler – basgitarr
- Bill Andrews – trummor

Bidragande musiker
- Eric Greif – keyboard (spår 5)

Produktion
- Scott Burns – producent, ljudtekniker, ljudmix
- Death – producent
- John Cervini – assisterande ljudtekniker
- Mike Gowan – assisterande ljudtekniker
- Nimbus – mastering
- Dave Bett – omslagsdesign
- Brian Freeman – omslagsdesign
- Edward Repka – omslagskonst
- J.J. Hollis – foto